# ده سرخه (نهاوند)
ده سرخه (نهاوند)، روستایی از توابع بخش مرکزی شهرستان نهاوند در استان همدان ایران است.

## جمعیت
این روستا در دهستان طریق الاسلام قرار دارد و براساس سرشماری مرکز آمار ایران در سال ۱۳۸۵، جمعیت آن ۳۵۸ نفر (۱۰۳خانوار) بوده‌است.